# Pomnik nagrobny żołnierzy bolszewickich w Ossowie

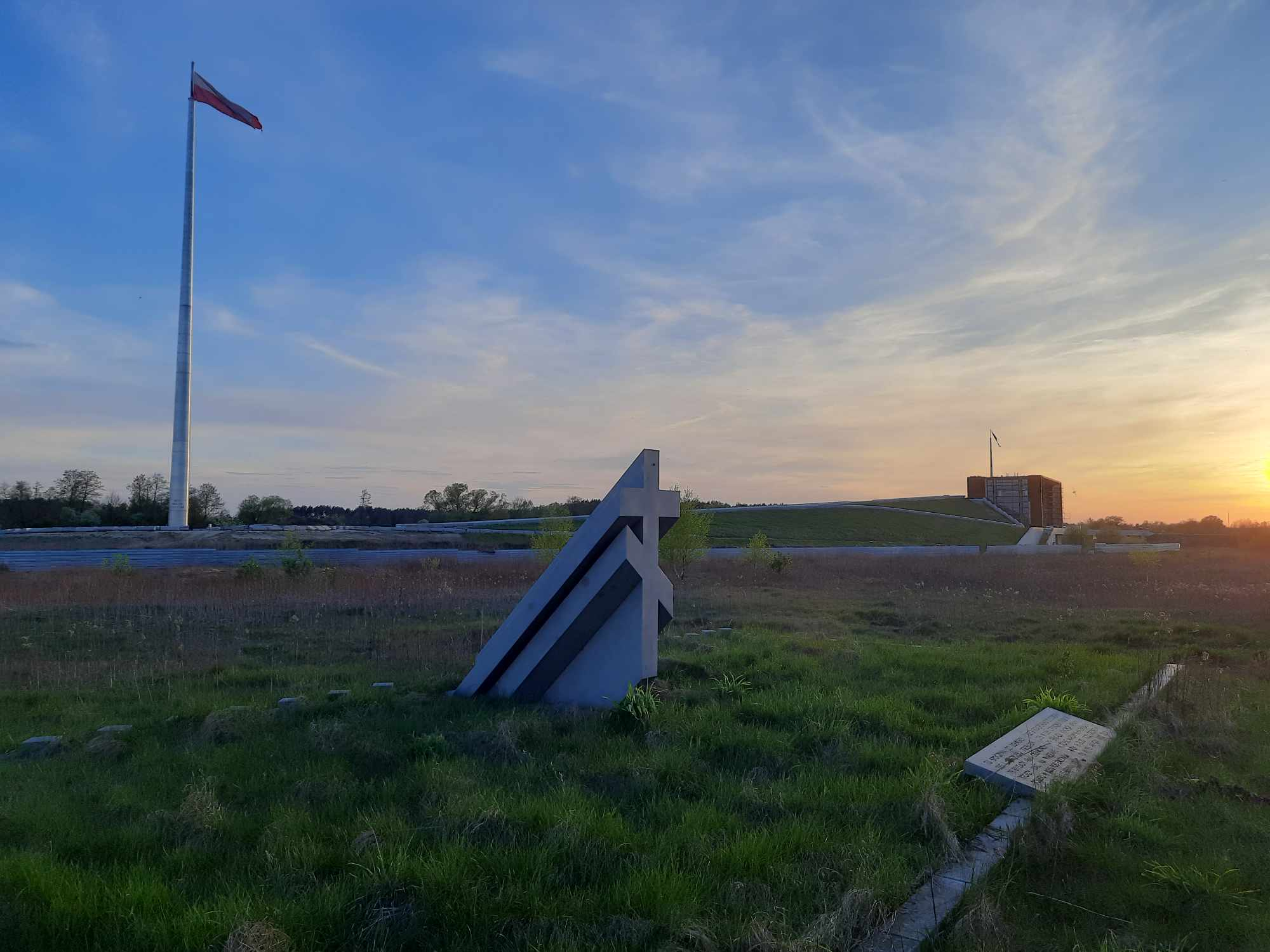
Pomnik na tle Muzeum Bitwy Warszawskiej (9 kwietnia 2024)

Pomnik nagrobny żołnierzy bolszewickich w Ossowie – pomnik nagrobny w formie krzyża prawosławnego na zbiorowej mogile żołnierzy Armii Czerwonej poległych w 1920 w czasie wojny polsko-bolszewickiej, znajdujący się na Polakowej Górce (czasem błędnie nazywanej Polakówą Gorką) w Ossowie, na pograniczu gminy Wołomin i gminy Zielonka, na terenie województwa mazowieckiego, zaprojektowany przez artystę rzeźbiarza Marka Moderaua, odsłonięty 2 listopada 2010.

## Lokalizacja i forma
Pomnik i mogiła, zawierająca szczątki 22 bezimiennych żołnierzy bolszewickich poległych w 1920 czasie bitwy warszawskiej, znajdują się na tzw. Polakowej Górce w miejscowości Ossów, na pograniczu gmin Wołomin i Zielonka, między rzeką Czarna Struga a stawami. Mogiła ma kształt porośniętego trawą prostokąta o wymiarach 6 na 12 metrów; pośrodku znajduje się stylizowany obelisk w kształcie krzyża prawosławnego, wykonany z nierdzewnej stali kwasoodpornej, o wysokości blisko 3 m. Całość uzupełnia granitowa dwujęzyczna tablica w językach polskim i rosyjskim, umieszczona w przedniej części mogiły, opatrzona napisem: „Tu spoczywa 22 żołnierzy 235 i 236 Pułku Strzelców 79 Brygady Armii Czerwonej, którzy idąc na Warszawę, polegli w boju pod Ossowem 14 i 15 sierpnia 1920 r.”.
Pierwotnie w skład założenia architektoniczno-rzeźbiarskiego zaprojektowanego przez Marka Moderaua wchodziły także 22 wydłużone stalowe elementy symbolizujące bagnety, nachylone względem powierzchni ziemi, umieszczone w równych odstępach za krzyżem prawosławnym, na dłuższym boku prostokąta. W trakcie prac budowlanych elementy te ustawiono w miejscach przewidzianych w projekcie autora, lecz w październiku 2010, przed odsłonięciem pomnika w dniu 2 listopada 2010, zostały one usunięte jako element budzący największe kontrowersje; zastąpiono je 22 miejscami na znicze. Zmieniono również treść napisu nagrobnego, do którego dodano wyrazy „idąc na Warszawę”, nieobecne w pierwotnej wersji napisu przygotowanej przed 15 sierpnia 2010. Początkowo na tablicy nagrobnej znajdował się błąd literowy (w rosyjskiej wersji napisu nazwę miejscowości zapisano jako „Ołssów”, ros. Олссув); przed odsłonięciem pomnika tablica została zmieniona.
Pomnik i mogiła znajdują się administracyjnie na terenie gminy Zielonka, w odległości ok. 50 m od rzeki Czarna Struga, stanowiącej granicę gminy Wołomin, jednak ze względu na historyczne związki z Ossowem i lokalizację na obszarze parku kulturowego „Ossów – Wrota Bitwy Warszawskiej 1920 roku”, utworzonego w kwietniu 2009, są zwyczajowo określane jako położone w Ossowie.

## Historia

### Badania archeologiczne
Przed 2007 Polakowa Górka, nieopodal ul. Matarewicza, tuż za rzeką Czarna Struga, była obszarem zaniedbanym i mało znanym nawet dla mieszkańców powiatu wołomińskiego. W okresie dwudziestolecia międzywojennego znajdowała się tam wyraźna piaszczysta górka; w 2000 wysunięto przypuszczenie, iż w przeszłości mógł się znajdować w tym miejscu kurhan tatarski lub mongolski, wtórnie wykorzystany jako zbiorowa mogiła żołnierzy bolszewickich poległych w bitwie warszawskiej. Poszukiwania zbiorowego grobu żołnierskiego na terenie Polakowej Górki rozpoczęto w kwietniu 2007 w ramach prac nad utworzeniem parku kulturowego „Ossów – Wrota Bitwy Warszawskiej 1920 roku”; o istnieniu mogiły świadczyły przekazy ustne i szczątki wypalonych zniczy. We wrześniu 2007 na Polakowej Górce rozpoczęto badania archeologiczne, które potwierdziły teorię, że jest to zbiorowy grób żołnierzy bolszewickich poległych w 1920 w bitwie pod Ossowem. W procesie badań archeologicznych odnaleziono metalowe elementy bolszewickich mundurów.
13 lutego 2008 burmistrzowie Wołomina, Zielonki, Kobyłki i Radzymina spotkali się z marszałkiem Sejmu Bronisławem Komorowskim, patronem parku kulturowego powstającego w Ossowie. Wsparł on ideę godnego pochowania poległych żołnierzy Armii Czerwonej i planował podjęcie starań, by Polakową Górkę odwiedził w sierpniu 2008 roku Boris Gryzłow, przewodniczący rosyjskiej Dumy Państwowej. W maju 2008 przeprowadzono badania sondażowe, które doprowadziły do odnalezienia mogiły; uczestniczyli w nich archeolodzy z Krajowego Ośrodka Badań i Dokumentacji Zabytków. Badania przy użyciu georadaru wykazały, że grunt na terenie Polakowej Górki był wielokrotnie przekopywany. W trakcie prac archeologicznych prowadzonych na Polakowej Górce w dniach 8–12 września 2008 odkryto dwie zbiorowe mogiły, a w nich szczątki 22 żołnierzy, fragmenty angielskiego munduru mogącego pochodzić z magazynów w Murmańsku lub Archangielsku, buty wzmocnione brzozową korą, naboje do karabinu Mosin i drobne przedmioty, jak znaczek czerwonej gwiazdy z umieszczonymi w środku młotem i sierpem i niewielki krzyżyk prawosławny (według niektórych źródeł kobiecy).
W ocenie historyków wojskowości znaleziska te na 99% dowiodły, że w mogile pochowano żołnierzy bolszewickich, choć nie można było do końca wykluczyć, że jeden ze zmarłych, ubrany w angielską kurtkę wojskową, to zabłąkany brytyjski obserwator. Przyjęto, że zmarli to prawdopodobnie żołnierze 235 i 236 Pułku Strzelców bolszewickiej 79 Brygady Strzelców, dowodzonej przez Grigorija Dawidowicza Chachanjana (1895–1939), wchodzącej w skład 27 Omskiej Dywizji Strzelców pod dowództwem Witowta Putny. Wykonano pełną dokumentację archeologiczną i antropologiczną, pobrano próbki DNA, a po zakończeniu badań szczątki ludzkie umieszczono w kartonowych pudłach i pochowano w mogile na Polakowej Górce; na miejsce zaproszono duchownego prawosławnego z parafii wołomińskiej. Mogiła została wpisana do ewidencji grobów i cmentarzy wojennych prowadzonej przez wojewodę mazowieckiego. W 2008 powstał projekt budowy pomnika; pierwotnie planowano, że powstanie on w 2009. Ideę budowy pomnika na Polakowej Górce poparł marszałek Sejmu Bronisław Komorowski, który interesował się wykopaliskami i rozmawiał na ten temat z ambasadorem Federacji Rosyjskiej w Polsce (w owym czasie był nim Władimir Grinin); deklarował, że na odsłonięcie pomnika chciałby zaprosić przewodniczącego rosyjskiej Dumy Państwowej. Prace archeologiczne w Ossowie trwały w latach 2008–2009; podsumowaniem badań mogiły bolszewickiej była wystawa pt. „Zabytkom na odsiecz, Ossów od legendy do wiedzy”, zorganizowana w dniach 11–20 września 2009 w Pawilonie Panoramy Bitwy Warszawskiej 1920 w Ossowie w ramach Europejskich Dni Dziedzictwa, pod honorowym patronatem m.in. Ministerstwa Kultury i Dziedzictwa Narodowego i marszałka województwa mazowieckiego.

### Nieudana próba odsłonięcia pomnika (15 sierpnia 2010)

#### Przygotowania
W czerwcu 2010 podjęto prace nad wzniesieniem pomnika nagrobnego; inicjatorem była Rada Ochrony Pamięci Walk i Męczeństwa, która pokryła koszt budowy. Inicjatywę budowy pomnika poparł marszałek Sejmu, a następnie prezydent elekt Bronisław Komorowski. Wykonanie projektu architektoniczno-rzeźbiarskiego powierzono warszawskiemu artyście rzeźbiarzowi Markowi Moderauowi, twórcy m.in. pomnika Polakom poległym za Francję na cmentarzu Père-Lachaise w Paryżu i pomnika ofiar katastrofy smoleńskiej na Cmentarzu Wojskowym na Powązkach w Warszawie.
W lipcu 2010, przed rocznicą bitwy warszawskiej, polskie władze państwowe postanowiły zaprosić na planowane uroczystości przedstawicieli strony rosyjskiej, by – jak to określono – nadać obchodom rocznicowym nową wartość. Kancelaria Prezydenta RP zwróciła się do Rady Ochrony Pamięci Walk i Męczeństwa z prośbą o przygotowanie odpowiedniego obiektu, przy którym delegacje rządowe polska i rosyjska mogłyby wspólnie oddać hołd ofiarom wojny 1920 roku. 15 lipca 2010 Andrzej Krzysztof Kunert, sekretarz Rady Ochrony Pamięci Walk i Męczeństwa, wystosował w tej sprawie pismo do burmistrza Wołomina z prośbą o przygotowanie do tego celu mogiły żołnierzy bolszewickich na Polakowej Górce; poinformował w nim, że Kancelaria Prezydenta RP rozważa możliwość udziału w uroczystości Prezydenta RP, i podtrzymał deklarację sfinansowania przez Radę budowy pomnika. Odsłonięcie pomnika nagrobnego i mogiły w Ossowie zaplanowano początkowo na 14 sierpnia 2010, a następnie na 15 sierpnia 2010, w Święto Wojska Polskiego i rocznicę bitwy warszawskiej. W uroczystości miał uczestniczyć Andrzej Krzysztof Kunert, który dokonał wyboru daty odsłonięcia pomnika, a ponadto nowy ambasador Federacji Rosyjskiej w Polsce (21 czerwca 2010 powołano na to stanowisko Aleksandra Aleksiejewa), przedstawiciele miejscowych władz, wojewody mazowieckiego i Sejmu Rzeczypospolitej Polskiej; obecność na uroczystości zapowiedział prezydent RP Bronisław Komorowski. Gminy Wołomin i Zielonka przygotowały dojścia i dojazdy pozwalające dotrzeć na miejsce uroczystości delegacjom rządowym Polski i Rosji. Na wniosek Rady Ochrony Pamięci Walk i Męczeństwa Dowództwo Wojsk Lądowych zbudowało na czas obchodów most na rzece Czarna Struga; zadanie to wykonała w ramach ćwiczeń jednostka wojskowa 1523, czyli 2 Inowrocławski Pułk Komunikacyjny (most ten zdemontowano 18 sierpnia 2010). W uroczystości miała wziąć udział Kompania Reprezentacyjna Wojska Polskiego.

##### Zapowiedzi w mediach
13 sierpnia 2010, przed planowanym odsłonięciem mogiły, moskiewski dziennik „Wriemia Nowostiej” pisał, że będzie to „ważne wydarzenie”. Gazeta ta stwierdziła m.in.: „Choć o tej wojnie napisano dziesiątki książek, pozostaje w niej wiele «białych plam». Śmiercią w polskiej niewoli z powodu brutalnego traktowania czerwonoarmistów niektórzy do dzisiaj tłumaczą nie mniej okrutne rozstrzelanie polskich oficerów w Katyniu i innych obozach NKWD w 1940 roku”. „Wriemia Nowostiej” napisał również, że w polskiej historiografii bitwa warszawska określana jest jako „Cud nad Wisłą”, lecz dla wojsk bolszewickich była to „tragedia”, gdyż „25 tys. czerwonoarmistów poległo, ponad 130 tys. dostało się do niewoli i prawie połowa z nich zmarła w polskich obozach”. Fragmenty publikacji „Wriemia Nowostiej” były cytowane przez polskie media; w późniejszym okresie niektórzy polscy historycy wskazywali na fałszywość danych liczbowych podanych przez rosyjską gazetę na temat liczby jeńców sowieckich zmarłych w polskich obozach jenieckich i na to, że badania polskich i rosyjskich historyków wykluczają jakąkolwiek możliwość porównań zbrodni katyńskiej ze sprawą zmarłych na tyfus i inne choroby zakaźne 16–18 tysięcy internowanych czerwonoarmistów; powtarzanie tych tez uznali za upartą próbę relatywizacji zbrodni katyńskiej.
Przed 15 sierpnia 2010 Andrzej Krzysztof Kunert nazywał dzieło rzeźbiarsko-architektoniczne wzniesione na Polakowej Górce „pomnikiem”. Niektóre polskie media, np. „Gazeta Wyborcza”, określały je mianem „pomnika Armii Czerwonej” lub „pomnika żołnierzy bolszewickich”; inne, jak Polskie Radio, nazywały je „pomnikiem bolszewików”. Rosyjski dziennik „Wriemia Nowostiej” posługiwał się określeniem „pomnik poległych czerwonoarmistów” (ros. памятник погибшим красноармейцам).

#### Protesty, kontrowersje, polemiki
Projekt odsłonięcia pomnika wywołał protesty i kontrowersje. 15 sierpnia 2010 zaprotestowało kilkadziesiąt osób. Inicjatywę skrytykował Diecezjalny Instytut Akcji Katolickiej i samorządowcy z Wołomina; niektórzy mieszkańcy mieli pretensje do burmistrza Wołomina, że pomnik powstał bez konsultacji społecznych. Przewodniczący wołomińskiego Komitetu Uhonorowania ks. Ignacego Skorupki Orderem Orła Białego oświadczył, iż w jego przekonaniu „chodzi o to, by Rosjanie mieli w Polsce swój własny pseudo-Katyń”; zwrócił uwagę na okrucieństwa popełniane przez żołnierzy bolszewickich na terenie powiatu wołomińskiego i na okazałość pomnika, kontrastującą ze stanem grobów polskich żołnierzy poległych w 1920. Zdecydowany sprzeciw wobec projektu wyraziły Zarząd Regionalnego Stowarzyszenia Prawicy i Zarząd Wspólnoty Samorządowej Województwa Mazowieckiego. Rzecznik Porozumienia Organizacji Kombatanckich i Niepodległościowych w Krakowie stwierdził: „Pomysł uczczenia w ten sposób i w tym dniu żołnierzy, którzy nieśli na swych bagnetach zbrodniczą ideologię, dążąc do narzucenia jej Polsce, a następnie innym krajom Europy, nie ma nic wspólnego z tradycyjnym szacunkiem dla zmarłych”. Do protestów przyłączyli się przedstawiciele Prawicy Rzeczypospolitej, którzy oświadczyli: „Sprzeciwiamy się wzniesieniu nagrobka w formie monumentu, terminowi i oprawie jego odsłonięcia”. Dezaprobatę wobec projektu wyrazili przedstawiciele Ogólnokrajowego Związku Byłych Żołnierzy Konspiracyjnego Wojska Polskiego, Związku Młodocianych Więźniów Politycznych lat 1944–1956 „Jaworzniacy”, Światowego Związku Żołnierzy Armii Krajowej i Stowarzyszenia „Łagierników” Żołnierzy AK. W opinii protestujących właściwą formą oznaczenia mogiły żołnierskiej byłaby stosowna tablica nagrobna, przypominająca kontekst historyczny; zwracali oni uwagę, że żołnierze bolszewiccy nie mieli nic wspólnego z wiarą prawosławną.
Z wysuwanymi zarzutami polemizował sekretarz Rady Ochrony Pamięci Walk i Męczeństwa, Andrzej Krzysztof Kunert. Przyznał on, że użył wobec mogiły określenia „pomnik”, lecz nie przewidział możliwych konsekwencji stosowania tego terminu; stwierdził, że miał na myśli „bardziej ozdobny nagrobek”, czyli „pomnik nagrobny”, i zapewnił, że nie zamierzał stawiać w Ossowie pomnika jako hołdu dla pochowanych tam bolszewików. Andrzej Krzysztof Kunert wyjaśnił, że krzyż prawosławny umieszczono na mogile „choćby ze względu na to, że podczas badania archeologicznego znaleziono wśród szczątków żołnierzy mały krzyżyk”. Oświadczył, że w odsłonięciu nie miała uczestniczyć Kompania Reprezentacyjna Wojska Polskiego, tylko trzech żołnierzy. 15 sierpnia 2010 Andrzej Krzysztof Kunert przyjechał do protestujących w Ossowie; spory trwały około dwóch godzin. Dopytywany przez protestujących stwierdził, że w Ossowie był po raz pierwszy i że nie widział jeszcze mogił polskich żołnierzy, którzy zginęli w 1920 (w Ossowie znajduje się również Cmentarz Poległych w Bitwie Warszawskiej, utworzony w 1920).
Protesty sprawiły, że Andrzej Krzysztof Kunert odwołał planowane odsłonięcie pomnika tuż przed rozpoczęciem uroczystości; samochód z ambasadorem Federacji Rosyjskiej w Polsce zawrócono kilkaset metrów od pomnika.
15 sierpnia 2010 nieznani sprawcy namalowali na płycie nagrobnej trzy czerwone gwiazdy. 27 sierpnia 2010 Porozumienie Organizacji Kombatanckich i Niepodległościowych w Krakowie postulowało w liście do premiera Donalda Tuska usunięcie z mogiły bagnetów i przekazanie krzyża prawosławnego np. na Świętą Górę Grabarkę. 31 sierpnia 2010 roku Rada Powiatu Wołomińskiego przyjęła uchwałę, w której wyraziła „stanowczy sprzeciw wobec budowy w Ossowie pomnika na bolszewickiej mogile”; za szczególnie skandaliczny i prowokacyjny uznała wybór terminu odsłonięcia pomnika. Rada Powiatu Wołomińskiego uznała, że wystrój mogiły winien być zmodyfikowany przez usunięcie bagnetów, symboli agresji i walki; stwierdziła także, iż prawo każdego człowieka do godnego pochówku nakazuje, aby mogiła była zadbana i utrzymana w należytym porządku; stanowisko to przesłano m.in. do Rady Ochrony Pamięci Walk i Męczeństwa. Po 17 września 2010 mogiłę zdewastowano ponownie; na tablicy nagrobnej namalowano czerwoną farbą wyrazy „Katyń 2010”; czerwoną farbą pomalowano także końcówki bagnetów. Prokuratura wszczęła śledztwo w obu sprawach, które następnie umorzyła wobec niewykrycia sprawców. Po tych incydentach i wystąpieniach stalowe elementy symbolizujące bagnety zostały usunięte; zastąpiono je miejscami na znicze; zmieniono również treść napisu nagrobnego. Decyzję o usunięciu bagnetów podjęły Rada Ochrony Pamięci Walk i Męczeństwa i Kancelaria Prezydenta RP. Przebudowa pomnika miała miejsce w ostatnich dniach października 2010 roku.

#### Reakcje w Polsce i na świecie
Sprawa pomnika w Ossowie wywołała zainteresowanie mediów rosyjskich, białoruskich, ukraińskich i litewskich. Po odwołaniu uroczystości odsłonięcia w dniu 15 sierpnia 2010 rosyjski dziennik „Wriemia Nowostiej” napisał, że odsłonięcie pomnika poległych czerwonoarmistów miało być symbolem polsko-rosyjskiego pojednania, lecz nie doszło ono do skutku; gazeta poinformowała, że początkowo planowano, iż na otwarcie przyjedzie prezydent RP Bronisław Komorowski, który 15 sierpnia 2010 symboliczne przejął zwierzchnictwo nad Siłami Zbrojnymi RP. Sprawą odsłonięcia pomnika nagrobnego na Polakowej Górce zainteresowało się polskie Ministerstwo Kultury i Dziedzictwa Narodowego; zwróciło się ono do Andrzeja Krzysztofa Kunerta z prośbą o przybliżenie okoliczności i przyczyn wydarzeń w Ossowie.

##### Opinie historyków
W sierpniu 2010 na temat pomnika nagrobnego w Ossowie wypowiedziało się kilku znanych historyków. Antoni Dudek z Uniwersytetu Jagiellońskiego stwierdził, że nie widzi nic złego, aby upamiętnić obeliskiem nie tylko poległych w Polsce żołnierzy Armii Czerwonej, ale i Wehrmachtu. Jan Żaryn z Instytutu Pamięci Narodowej zwrócił uwagę na niebezpieczeństwo relatywizacji wydarzeń historycznych, co może doprowadzić do sytuacji, że za kilkadziesiąt lat nikt już nie będzie wiedział, kto walczył w słusznej sprawie, a kto był agresorem. Andrzej Nowak z Uniwersytetu Jagiellońskiego zauważył, że umieszczenie krzyża prawosławnego na mogile żołnierzy bolszewickich, walczących w imię komunizmu, wpisuje się w politykę historyczną Rosji Władimira Putina, dokonującej syntezy imperialnych dążeń ZSRR z okresu stalinizmu z dziedzictwem Rosji carskiej, opartej na prawosławiu; wskazywał on, że umieszczenie na mogile krzyża prawosławnego sprawiło, iż szczątki czerwonoarmistów zostały utożsamione z Rosją, choć armia bolszewicka nie była rosyjską armią narodową, a w jej szeregach – oprócz Rosjan – walczyli ludzie wychowani w kręgu różnych religii: również Żydzi, Polacy, Łotysze, Buriaci, Kałmucy, muzułmanie, buddyści. Andrzej Krzysztof Kunert stwierdził, że jest nadużyciem przyjmowanie, iż w 1920 Armia Czerwona była całkowicie sekularyzowana; poinformował, że krzyż został umieszczony na mogile, gdyż uznano go za najlepszy, najuczciwszy symbol. Decyzji o wzniesieniu pomnika bronił Tomasz Nałęcz, doradca prezydenta RP ds. historii i dziedzictwa narodowego; stwierdził on, że nie jest to upamiętnienie Armii Czerwonej, tylko wyraz szacunku dla zmarłych; zwrócił uwagę na walory estetyczne pomnika, uznając go za bardzo ładny. W listopadzie 2010 Józef Szaniawski z Wyższej Szkoły Stosunków Międzynarodowych i Amerykanistyki w Warszawie uznał sprawę pomnika w Ossowie za rodzaj testu politycznego ze strony Rosji, sprawdzającego odporność Polaków.

### Odsłonięcie pomnika (2 listopada 2010)
Uroczystość odsłonięcia pomnika i mogiły odbyła się w dniu 2 listopada 2010; uczestniczyli w niej m.in. Tomasz Nałęcz z Kancelarii Prezydenta RP i Andrzej Krzysztof Kunert. Uroczystość miała skromną oprawę; rozpoczęła się od oddania hołdu, wraz z asystą wojskową, polskim żołnierzom poległym pod Ossowem. Mogiła została poświęcona przez dwóch duchownych – przedstawiciela katolickiego Ordynariatu Polowego Wojska Polskiego i Prawosławnego Ordynariusza Wojska Polskiego biskupa Jerzego (Pańkowskiego). Nie wygłaszano przemówień; nie było przedstawicieli Ambasady Federacji Rosyjskiej w Polsce ani asysty wojskowej przed pomnikiem na mogile żołnierzy bolszewickich. Uroczystość pikietowała z transparentami grupa protestujących, lecz nie doszło do żadnych incydentów.

### Następstwa protestów
27 sierpnia 2010 Porozumienie Organizacji Kombatanckich i Niepodległościowych w Krakowie zwróciło się do premiera Donalda Tuska z apelem o udzielenie dymisji sekretarzowi Rady Ochrony Pamięci Walk i Męczeństwa Andrzejowi Krzysztofowi Kunertowi w związku z – jak to sformułowano w piśmie do premiera – „wykazaną przez niego ignorancją i złą wolą w sprawie pomnika czerwonoarmistów w Ossowie, a następnie za uzasadnianie tej decyzji kłamstwami”. 1 października 2010 Prokuratura Rejonowa w Wołominie wszczęła śledztwo związane z nieprawidłowościami zaistniałymi w trakcie przygotowań do odsłonięcia pomnika (m.in. naruszenie procedur prawa budowlanego i naruszenie dyscypliny finansów publicznych przez funkcjonariuszy publicznych). W listopadzie 2010 sposób przygotowania i przeprowadzenia projektu urządzenia cmentarza wojennego żołnierzy Armii Czerwonej w Ossowie stał się jedną z podstaw wniosku Wojewódzkiego Komitetu Ochrony Pamięci Walk i Męczeństwa w Krakowie do ministra kultury i dziedzictwa narodowego Bogdana Zdrojewskiego o pilne odwołanie Andrzeja Krzysztofa Kunerta ze stanowiska sekretarza Rady Ochrony Pamięci Walk i Męczeństwa; jako inne powody tego wniosku podano odmowę wsparcia projektu budowy mauzoleum na zbiorowej mogile powstańców listopadowych w Kopnej Górze koło Białegostoku oraz fakt nieumieszczenia na pomniku ofiar katastrofy smoleńskiej na Cmentarzu Wojskowym na Powązkach w Warszawie symboli religijnych i państwowych (krzyż, godło państwowe); kontrowersje wokół tych miejsc pamięci zbiegły się w czasie z protestami związanymi z mogiłą żołnierzy bolszewickich w Ossowie.
Mogiłę żołnierzy bolszewickich wymieniono w lokalnym przewodniku po Ossowie, umieszczonym na nieoficjalnej stronie internetowej powyższej miejscowości, jako jedną z atrakcji turystycznych miejscowości z zaznaczeniem, że jest to obiekt mogący budzić kontrowersje.